# Sienna Ramirez
Sienna Ariana Ramirez (ur. 29 maja 1999) – amerykańska zapaśniczka walcząca w stylu wolnym. Czwarta w Pucharze Świata w 2022 roku. 
Zawodniczka Lakes High School i Southern Oregon University.